# Civilização babilônica
Babilônia(pt-BR) ou Babilónia(pt-PT?) foi uma antiga área cultural e estatal de língua acadiana, localizada na região centro-sul da Mesopotâmia (atual Iraque). Um pequeno Estado governado pelos amorreus surgiu em 1 894 a.C., que continha a pequena cidade administrativa da Babilônia. Foi apenas uma pequena cidade provinciana durante o Império Acadiano (r. 2335–2154 a.C.), mas expandiu-se bastante durante o reinado de Hamurabi na primeira metade do século XVIII a.C. e tornou-se uma grande capital, período no qual foi chamada de "o país de Acádia" (Māt Akkadī em acadiano), um arcaísmo deliberado em referência à glória anterior do Império Acadiano.
Costumava envolver-se em rivalidade com o Estado mais antigo da Assíria, ao norte, e Elam, a leste, no antigo Irã. A Babilônia tornou-se brevemente a principal potência na região depois que Hamurabi criou um império de curta duração, sucedendo o Império Acadiano anterior, a Terceira Dinastia de Ur e o Império Assírio Antigo. O Império Babilônico, no entanto, rapidamente desmoronou após a morte de Hamurabi e reverteu a um pequeno reino.
Como a Assíria, o Estado babilônico manteve a língua acádia escrita (a língua de sua população nativa) para uso oficial, apesar de seus fundadores amorreus, de fala semítica, e seus sucessores cassitas, que falavam uma língua isolada, não serem nativos da Mesopotâmia. Eles mantiveram a língua suméria para uso religioso (como a Assíria), mas já na época em que a Babilônia foi fundada, esta não era mais uma língua falada, tendo sido totalmente absorvida pelo acadiano. As antigas tradições acadiana e suméria desempenharam um papel importante na cultura babilônica e assíria e a região continuaria a ser um importante centro cultural, mesmo sob seus períodos prolongados de domínio estrangeiro.
A mais antiga menção da cidade de Babilônia pode ser encontrada em uma tábua de argila do reinado de Sargão da Acádia (r. 2334–2279 a.C.), que remonta ao século XXIII a.C. A Babilônia era meramente um centro religioso e cultural neste momento, sendo que sequer era um Estado independente nem uma cidade grande; como o resto da Mesopotâmia, estava sujeita ao Império Acadiano, que unia todos os falantes de acadiano e sumério sob um único governo. Após o colapso do Império Acadiano, a região sul da Mesopotâmia foi dominada pelos gútios por algumas décadas antes do surgimento da Terceira Dinastia de Ur, que restaurou a ordem para a região e que, além do norte da Assíria, abrangia toda a região. Mesopotâmia, incluindo a cidade de Babilônia.

## História

### Origens

A Suméria, na Mesopotâmia, durante o período dinástico arcaico

A Mesopotâmia já desfrutava de uma longa história antes do surgimento da Babilônia, com a civilização suméria, que surgiu na região c. 3 500 a.C., e as pessoas de língua acádia, que aparecem por volta do século XXX a.C. Durante o III milênio a.C., uma simbiose cultural íntima ocorreu entre falantes sumerianos e acadianos, que incluíam um bilinguismo generalizado. A influência dos sumérios sobre os acádios e vice-versa é evidente em todas as áreas, desde o empréstimo lexical em escala maciça até a convergência sintática, morfológica e fonológica. Isto levou os estudiosos a se referirem ao sumério e acadiano no terceiro milênio como um sprachbund. O acádio gradualmente substituiu o sumério como a língua falada da Mesopotâmia em algum momento em torno da virada do terceiro para o II milênio a.C. (o prazo exato é uma questão em debate).
Por volta 3 500 a.C. até a ascensão do Império Acádio no século XXIV a.C., a Mesopotâmia tinha sido dominada pelas cidades-Estados sumérias, como Ur, Lagaxe, Uruque, Quis, Isim, Larsa, Adabe, Eridu, Gasur, Assur, Hamazi, Aquesaque, Arbil e Uma. Durante o período acádio (r. 2334–2154 a.C.) os semitas acadianos e os sumérios da Mesopotâmia foram unidos sob um único governo, sendo que os acadianos alcançaram a ascendência sobre os sumérios e chegaram a dominar grande parte do antigo Oriente Próximo.
O império acabou se desintegrando devido ao declínio econômico, às mudanças climáticas e às guerras civis, seguidos pelos ataques dos gútios das Montanhas Zagros. A Suméria se levantou novamente com a Terceira Dinastia de Ur no final do século XXII a.C. e expulsou os gútios do sul da Mesopotâmia. Eles também parecem ter ganhado ascendência sobre grande parte do território dos reis acadianos da Assíria no norte da Mesopotâmia.
Após o colapso da Terceira Dinastia nas mãos dos elamitas no ano 2 002 a.C., os amorreus ("ocidentais"), um povo estrangeiro de língua semítica do noroeste, começaram a migrar para o sul da Mesopotâmia a partir do norte do Levante e gradualmente conquistaram o controle sobre a maior parte da região, onde formaram uma série de pequenos reinos, enquanto os assírios reafirmaram sua independência no norte.

### Domínio amorreu

Mapa do Império Paleobabilônico

Uma das dinastias estabelecidas pelos amorreus fundou um pequeno reino de Cazalu, que incluía a então ainda menor cidade da Babilônia por volta de 1 894 a.C. Esta entidade política acabaria por assumir os outros reinos e formar o curto Império Paleobabilônico, também chamado de primeira dinastia babilônica. Um chefe amorreu chamado Samuabum se apropriou de um pedaço de terra que incluía a então relativamente pequena cidade de Babilônia dos vizinhos amorreus e governou o Estado mesopotâmico a partir da cidade de Cazalu, da qual havia iniciado seu território, transformando suas terras recém-adquiridas em um Estado propriamente dito. Seu reinado estava preocupado com o estabelecimento de um Estado entre o mar de outras cidades menores e reinos da região. No entanto, Samuabum parece nunca ter se dado ao título de "Rei da Babilônia", o que sugere que a própria Babilônia ainda era apenas uma vila ou cidade menor, não digna de ser a sede do reinado.

#### Reino de Hamurabi

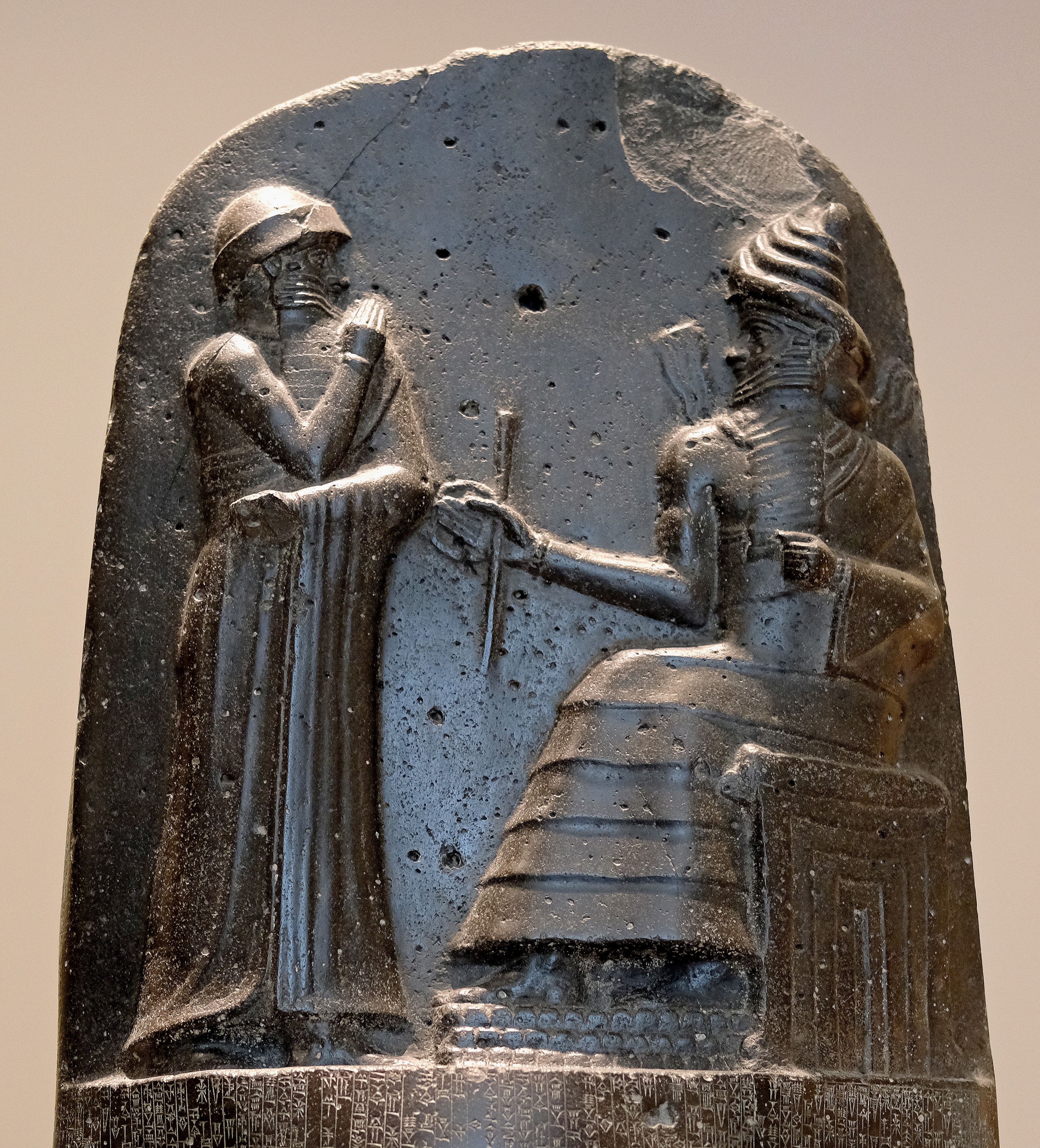
Hamurabi (em pé), representado ao receber sua insígnia real de Samas (ou possivelmente Marduk)

A Babilônia permaneceu como uma cidade menor em um pequeno Estado até o reinado de seu sexto governante amorreu, Hamurabi (r. 1792–1750 a.C.). Ele conduziu grandes obras na Babilônia, expandindo-a de uma cidade pequena para uma grande cidade digna do reinado. Um governante muito eficiente, ele estabeleceu uma burocracia, com tributação e governo centralizado. Hamurabi libertou Babilônia do domínio elamita e, na verdade, expulsou inteiramente os elamitas do sul da Mesopotâmia. Ele então sistematicamente conquistou o sul da região, incluindo as cidades de Isin, Larsa, Esnuna, Quis, Lagas, Nipur, Borsipa, Ur, Uruque, Uma, Adabe, Sipar, Rapicum e Eridu. Suas conquistas deram estabilidade à região após tempos turbulentos e uniu a colcha de retalhos de pequenos Estados em uma única nação; é somente a partir da época de Hamurabi que o sul da Mesopotâmia adquiriu o nome de "Babilônia".
Hamurabi virou seus exércitos disciplinados para o leste e invadiu a região que mil anos depois se tornou o Irã, conquistando elamitas, gútios, lulubis e cassitas. No oeste, ele conquistou os Estados amorreus do Levante (moderna Síria e Jordânia), incluindo os poderosos reinos de Mari e Iamade. Hamurabi então entrou em uma guerra prolongada com o Império Assírio Antigo pelo controle da Mesopotâmia e o domínio do Oriente Próximo. A Assíria ampliara o controle sobre grande parte das regiões dos hurritas e hatitas, no sudeste da Anatólia, a partir do século XXI a.C.. No final do século XX a.C. afirmava-se sobre o nordeste do Levante e o centro da Mesopotâmia. Depois de uma luta prolongada ao longo de décadas com os poderosos reis assírios Samsiadade I e Ismedagã I, Hamurabi forçou seu sucessor Mutassur a prestar tributo à Babilônia c. 1 751 a.C., dando à Babilônia o controle sobre as colônias seculares da Assíria, hurritas e hatitas, na Anatólia.
Uma das obras mais importantes e duradouras de Hamurabi foi a compilação do código de leis da Babilônia, que melhorou os códigos anteriores da Suméria, Acádia e Assíria. Isso foi feito por ordem de Hamurabi depois da expulsão dos elamitas e o estabelecimento de seu reino. Em 1901, uma cópia do Código de Hamurabi foi descoberta em uma estela por Jacques de Morgan e Jean-Vincent Scheil em Susa, Elam, que mais tarde foi tomada como pilhagem. Essa cópia está agora no Museu do Louvre.
O sul da Mesopotâmia, no entanto, não tinha limites naturais e defensáveis, o que tornava a região vulnerável a ataques. Após a morte de Hamurabi, seu império começou a se desintegrar rapidamente. Sob o seu sucessor, Samsiluna (r. 1749–1712 a.C.), o extremo sul da Mesopotâmia perdeu-se para um rei nativo de língua acádia, Ilumaili, que expeliu os babilônios governados pelos amorreus. O sul tornou-se a domínio da dinastia do País do Mar nativa, permanecendo livre da Babilônia pelos 272 anos seguintes.

### Domínio cassita

Mapa aproximado do reino da Babilônia no século XIII a.C., durante a dinastia cassita

A dinastia cassita foi fundada por Gandas de Mari. Os cassitas, como os governantes amorreus que os precederam, não eram originalmente nativos da Mesopotâmia. Em vez disso, eles apareceram pela primeira vez nas Montanhas Zagros do que é atualmente é o noroeste do Irã. A afiliação étnica dos cassitas não é clara. No entanto, sua língua não era semita ou indo-europeia, e acredita-se que tenha sido uma língua isolada ou possivelmente relacionada à família linguística hurro-urartiana da Anatólia, embora a evidência de sua afiliação genética seja escassa devido à escassez de textos existentes. No entanto, vários líderes cassitas podem ter dado nomes indo-europeus, e eles podem ter tido uma elite indo-européia similar à elite de Mitani que mais tarde governou os hurritas da Anatólia central e oriental.
Os cassitas renomearam a Babilônia como Cardunias (Karduniaš) e seu governo durou 576 anos. Apesar da perda de território, da fraqueza militar generalizada e da evidente redução na alfabetização e da cultura, a dinastia cassita foi a mais duradoura da Babilônia, durando até 1 155 a.C., quando a Babilônia foi conquistada por Sutruque-Nacunte de Elam, e reconquistada alguns anos depois por Nabucodonosor I, o que foi parte do colapso da Idade do Bronze.

### Segunda dinastia de Isin e período de declínio

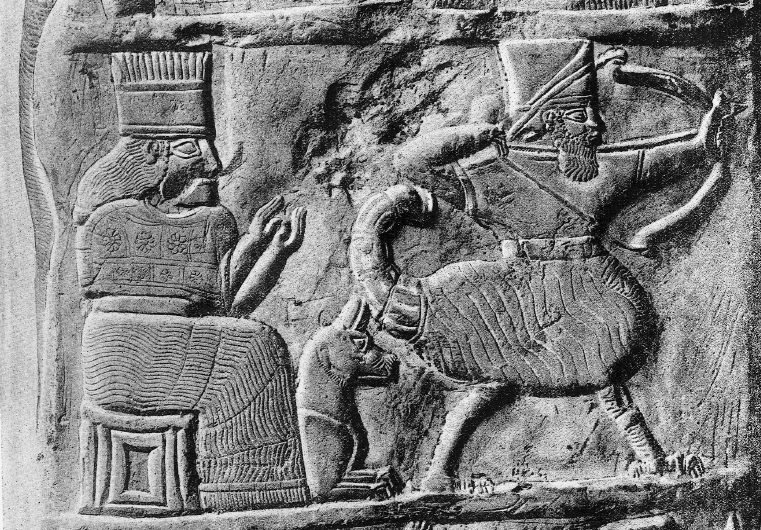
Cudurru de

Os elamitas foram finalmente expulsos de Babilônia por uma nova dinastia com origens em Isin, que logrou retomar a cidade. O seu maior rei, Nabucodonosor I (r. 1126–1105 a.C.), derrotou depois os elamitas no seu próprio país e trouxe de volta triunfalmente a estátua de Marduque, um acontecimento que é relatado num longo texto que figura numa ata de doação. Este ato é particularmente importante para a história religiosa de Babilónia, pois é neste período que se estabeleceu a primazia de Marduque sobre as outras divindades mesopotâmicas, com a redação da “Epopeia da Criação” (Enūma eliš), que narra como ele se tornou rei dos deuses. Nesta história, Babilónia aparece como uma cidade construída pelos deuses e situada no centro do mundo, no ponto de contacto entre o Céu e a Terra (materializado pelo zigurate, cujo nome significa "Casa-ligação do Céu e da Terra"). Geralmente considera-se que foi também nessa época que foi redigido o texto topográfico chamado TINTIR (o mesmo que Babilu), devido ao seu incipit, onde está descrita a localização de todos os locais de culto da cidade, que tinha então o estatuto de cidade santa. Acredita-se por isso que a cidade já tinha então a sua planta praticamente definitiva, mesmo sendo possível que o texto (e por conseguinte a organização interior final da cidade) seja mais tardio.
O retorno do reino babilónico ao primeiro plano político foi, no entanto, de curta duração. A partir de cerca de 1 050 a.C., a região sofreu incursões de vários povos nómadas, como os arameus. O fim do reinado de Nabusumulibur (r. 1032–1025 a.C.) marca o início de um período de caos e de mudanças dinásticas frequentes, sobre o qual escasseiam fontes sobre a Babilónia. Aparentemente, as grandes cidades da região passaram por períodos de grande violência e a cidade de Babilónia não deve ter sido exceção.

### Domínio assírio

O Império Neoassírio em sua maior extensão

A Babilônia permaneceu em estado de caos quando o século X a.C. chegou ao fim. Uma migração adicional de nômades do Levante ocorreu no início do século IX a.C., com a chegada dos caldeus, outro povo semítico do noroeste descrito nos anais assírios como o "caldus". Os caldeus se estabeleceram no extremo sudeste da Babilônia, juntando-se aos já longínquos arameus e suteanos. Por volta de 850 a.C., os caldeus migrantes estabeleceram suas próprias terras no extremo sudeste da Mesopotâmia.
De 911 a.C., com a fundação do Império Neoassírio (r. 911–605 a.C.) por Adadenirari II, Babilônia encontrou-se novamente sob o domínio estrangeiro pelos próximos três séculos. O rei neoassírio atacou e derrotou duas vezes Samasmudamique da Babilônia, anexando uma grande área de terra ao norte do rio Diala e as cidades de Hite e Zancu, no meio da Mesopotâmia. Ele teve mais ganhos sobre a Babilônia sob o reinado de Nabusumauquim I. Tuculti-Ninurta II e Assurnasirpal II também forçaram a Babilônia a ser um vassalo, enquanto Salmanaser III (r. 859–824 a.C.) saqueou a própria Babilônia, matou o rei Nabu-Baladã, subjugou as tribos de arameus, suteanos e caldeus instaladas na Babilônia e colocou Marduquezaquirsumi I (r. 855–819 a.C.) seguido por Marduquebalassuiquibi (r. 819–813 a.C.) como seus vassalos. Foi no final dos anos 850 a.C., nos anais de Salmanaser II, que os caldeus e árabes são mencionados pela primeira vez nas páginas da história escrita.
No entanto, a Assíria logo entrou em declínio devido a uma série de brutais guerras civis que causariam sua queda. Assuretililani foi deposto por um de seus próprios generais, chamado Sinsumulisir em 623 a.C., que também se estabeleceu como rei na Babilônia. Depois de apenas um ano no trono em meio a uma contínua guerra civil, Sinsariscum (r. 622–612 a.C.) o derrubou como governante da Assíria e da Babilônia em 622 a.C. No entanto, ele também foi cercado por guerras civis incessantes no coração da Assíria. A Babilônia aproveitou-se disso e se rebelou sob o comando de Nabopolasar, um malca (chefe) até então desconhecido dos caldeus, que havia se estabelecido no sudeste da Mesopotâmia por c. 850 a.C.

### Império Neobabilônico
Em 620 a.C., Nabopolassar assumiu o controle de grande parte da Babilônia com o apoio da maioria dos habitantes, com apenas a cidade de Nipur e algumas regiões do norte mostrando qualquer lealdade ao sitiado rei assírio. Nabopolassar foi incapaz de assegurar totalmente a Babilônia e, nos quatro anos seguintes, foi forçado a lutar com um exército assírio ocupante. No entanto, o rei assírio Sinsariscum foi atormentado por constantes revoltas entre o seu povo em Nínive e foi impedido de expulsar Nabopolassar.

Oriente Médio no século VI a.C.. O Império Neobabilônico aparece em vermelho

O impasse terminou em 615 a.C., quando Nabopolassar fez uma aliança com os babilônios e os caldeus com Ciaxares, um antigo vassalo da Assíria e rei dos povos iranianos; os medos, persas, sagartos e partas. Ciaxares também se aproveitou da destruição das antigas nações pré-iranianas elamitas e maneanas e da subsequente anarquia na Assíria para libertar os povos iranianos de três séculos do jugo assírio e da dominação regional pelos elamitas. Os citas do norte do Cáucaso e os cimérios do Mar Negro, que também haviam sido subjugados pela Assíria, uniram-se à aliança, assim como as tribos arameias regionais.
Em 615 a.C., enquanto o rei assírio estava totalmente ocupado combatendo rebeldes na Babilônia e na própria Assíria, Ciaxares lançou um ataque surpresa no coração da Assíria, saqueando as cidades de Ninrude e Arrapica (moderna Quircuque), Nabopolassar ainda estava preso no sul da Mesopotâmia e, portanto, não envolvido neste avanço militar. Deste ponto em diante, a coalizão de babilônios, caldeus, medos, persas, citas, cimérios e sagartos lutaram em uníssono contra uma Assíria assolada pela guerra civil.
Do reinado do último rei da Babilônia, Nabonido (r. 556–539 a.C.), que é filho da sacerdotisa assíria Ada-Gupi e que conseguiu matar o último rei caldeu, Labasi-Marduque, há uma quantidade razoável de informações disponíveis. Uma série de fatores surgiu que acabaria por levar à queda da Babilônia. A população de Babilônia tornou-se inquieta e cada vez mais insatisfeita com Nabonido, que provocou um forte sentimento contra si mesmo, tentando centralizar a religião politeísta da Babilônia no templo de Marduque, na Babilônia, e embora ele tivesse assim alienado os sacerdotes locais, o partido militar também o desprezava. Ele parecia ter deixado a defesa de seu reino a seu filho Belsazar (um soldado capaz, mas um pobre diplomata, que alienou a elite política), ocupando-se com o trabalho mais agradável de escavar os registros da fundação dos templos e determinar as datas de seus construtores.
A tribo dos caldeus perdeu o controle da Babilônia décadas antes do fim da era que às vezes leva seu nome e parece ter se misturado à população geral da Babilônia mesmo antes disso (por exemplo, Nabopolassar, Nabucodonosor II e seus sucessores sempre se referiram a si mesmo como Sar Acádia e nunca como Sar Caldu em inscrições), e durante o Império Aquemênida o termo "caldeu" deixou de ser usado para se referir a uma etnia e, especificamente, a uma classe social de sacerdotes educados na literatura babilônica clássica, particularmente na astronomia e na astrologia.

### Domínio aquemênida e queda

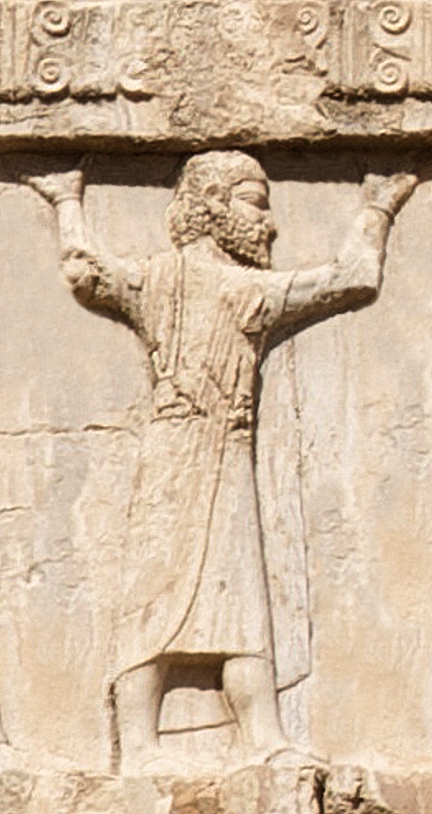
Soldado babilônico do exército aquemênida, por volta de. Relevo do túmulo de Xerxes I

A Babilônia foi absorvida pelo Império Aquemênida em 539 a.C. Um ano antes da morte de Ciro II, em 529 a.C., ele elevou seu filho Cambises II ao governo, tornando-o rei da Babilônia, enquanto ele reservava para si o título mais completo de "rei das (outras) províncias" do império. Foi somente quando Dario I adquiriu o trono persa e governou como representante da religião zoroastrista, que a antiga tradição foi quebrada e a reivindicação da Babilônia de conferir legitimidade aos governantes da Ásia ocidental deixou de ser reconhecida.
Imediatamente após Dario tomar a Pérsia, a Babilônia recuperou brevemente sua independência sob o comando de um nativo Nidintu-Bel, que tomou o nome de Nabucodonosor III, e reinou de outubro de 522 a agosto de 520 a.C., quando Dario tomou a cidade. A Assíria ao norte também se rebelou. Alguns anos depois, provavelmente em 514 a.C., a Babilônia novamente se revoltou sob o rei armênio Nabucodonosor IV; nesta ocasião, após sua captura pelos persas, as muralhas foram parcialmente destruídas. O Esagila, o grande templo de Bel, no entanto, continuou a ser mantido e a ser um centro religioso babilônico.
Alexandre, o Grande, conquistou a Babilônia em 333 a.C. para os gregos e morreu em 323 a.C. A Babilônia e a Assíria então se tornaram parte do Império Selêucida. Há muito se sustentou que a fundação de Selêucia desviou a população para a nova capital do sul da Mesopotâmia e que as ruínas da cidade velha se tornaram uma pedreira para a construtores da nova sede do governo, mas a recente publicação das Crônicas Babilônicas mostrou que a vida urbana ainda era muito parecida com a do Império Parta (150 a.C.–226 d.C.). O rei parta Mitrídates conquistou a região em 150 a.C. e a área tornou-se uma espécie de campo de batalha entre gregos e partas.
Houve um breve interlúdio da conquista romana (as províncias da Assíria e Mesopotâmia; 116-118) sob Trajano, após a qual os partos reafirmaram o controle. A satrapia da Babilônia foi absorvida ao Assuristão (que significa a terra dos assírios em persa) do Império Sassânida, que começou em 226, e por essa época o rito oriental do Cristianismo Sírio (que surgiu na Assíria e na Alta Mesopotâmia no século I).) tornou-se a religião dominante entre a população nativa assíria-babilônica, que nunca adotou o zoroastrismo ou as religiões helênicas e as línguas de seus ocupantes.
Entre o século II a.C. e o III d.C., além dos pequenos Estados neoassírios independentes de Adiabena, Osroena, Assur, Bete Garmai, Bete Nuadra e Hatra no norte, a Mesopotâmia permaneceu sob controle persa até a Conquista muçulmana da Pérsia pelos árabes no século VII. O Assuristão foi dissolvido como uma entidade geopolítica em 637. e a população de língua aramaica oriental e principalmente cristã da Mesopotâmia central e meridional (com exceção dos mandeanos) gradualmente sofreu arabização e islamização em contraste com o norte da Mesopotâmia, onde uma continuidade assíria perdura até os dias atuais.

## Cultura
Da Idade do Bronze até o início da Idade do Ferro a cultura mesopotâmica é algumas vezes resumida como "assiro-babilônica", devido à estreita interdependência étnica, linguística e cultural dos dois centros políticos. O termo "Babilônia", especialmente em escritos de todo o início do século XX, era usado antigamente para incluir também a primeira história pré-babilônica do sul da Mesopotâmia e não apenas em referência à posterior cidade-estado da Babilônia. Este uso geográfico do nome "Babilônia" foi geralmente substituído pelo termo mais preciso sumério ou sumério-acadio em artigos mais recentes, referindo-se à civilização mesopotâmica pré-assírio-babilônica.

### Babilônica

#### Arte e arquitetura

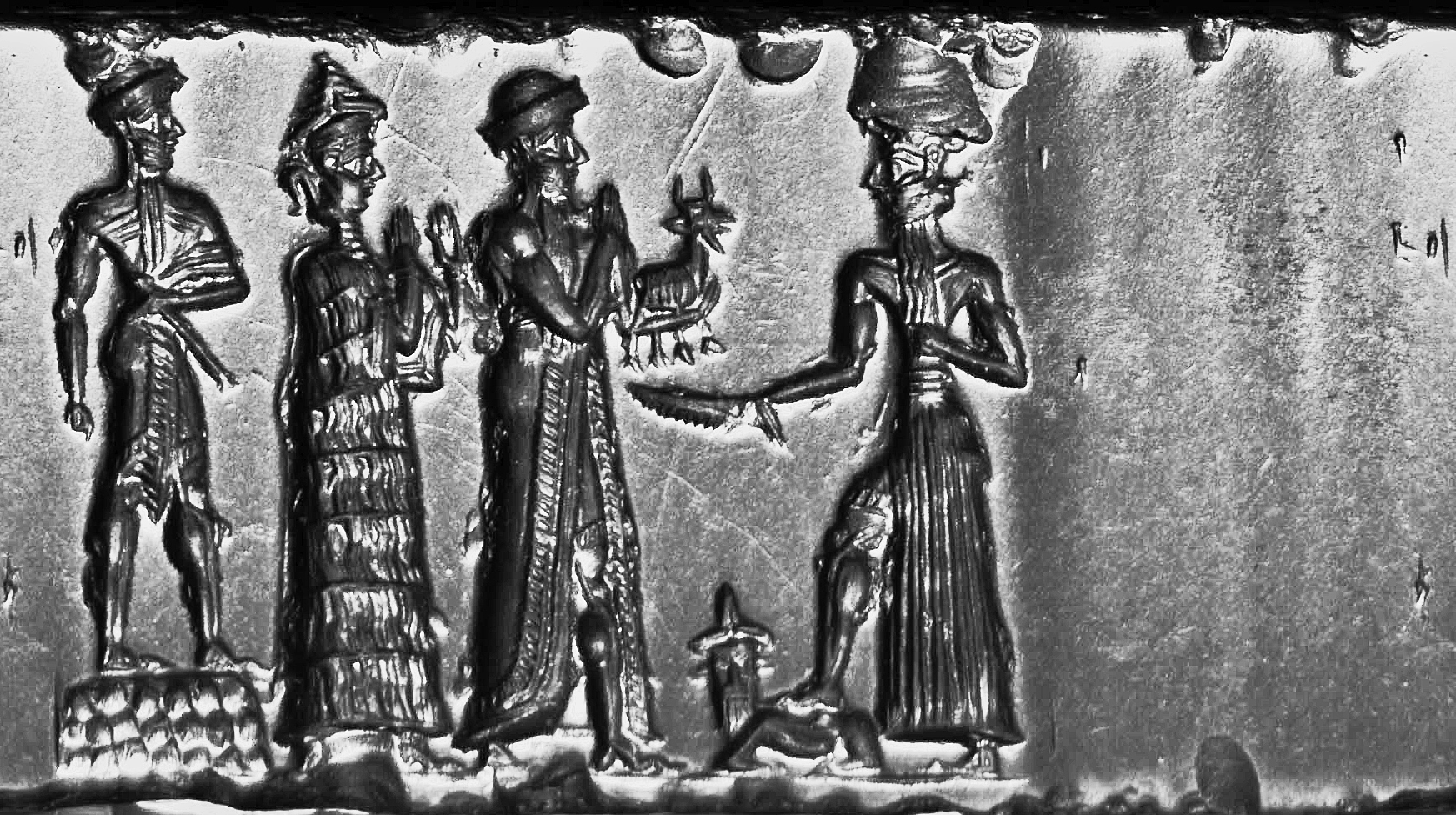
Antigo selo cilíndrico da Babilônia, feito de hematita. Nele, o rei faz uma oferenda animal a Samas. Este selo provavelmente foi feito em uma oficina na Sipar.

Na Babilônia, a abundância de argila e a falta de pedra levaram a um maior uso de tijolos de barro; os templos babilônico, sumérios e assírios eram estruturas maciças de tijolos brutos que eram apoiados por contrafortes, sendo que a chuva era levada pelos drenos. Um dos drenos em Ur, inclusive, era feito de chumbo. O uso de tijolos levou ao desenvolvimento inicial da pilastra e coluna, e de afrescos e azulejos esmaltados. As paredes eram brilhantemente coloridas e às vezes chapeadas com zinco ou ouro, bem como com azulejos. Cones de terracota pintados para tochas também foram incorporados no gesso. Na Babilônia, no lugar dos relevos, havia maior uso de figuras tridimensionais - os primeiros exemplos eram as estátuas de Gudea, que são realistas se um tanto desajeitadas. A escassez de pedras na Babilônia as tornaram um material precioso e levou a uma alta perfeição na arte de cortar pedras preciosas.

#### Medicina
Encontramos [semiótica médica] em toda uma constelação de disciplinas. ... Havia um terreno comum entre essas formas de conhecimento [babilônico] ... uma abordagem que envolve análise de casos particulares, construída apenas por meio de traços, sintomas, dicas. ... Em suma, podemos falar de um paradigma sintomático ou divinatório [ou conjectural] que poderia ser orientado para o passado presente ou futuro, dependendo da forma de conhecimento invocada. Em direção ao futuro ... essa era a ciência médica dos sintomas, com seu duplo caráter, diagnóstico, explicando passado e presente e prognóstico, sugerindo futuro provável. ...— Carlo Ginzburg

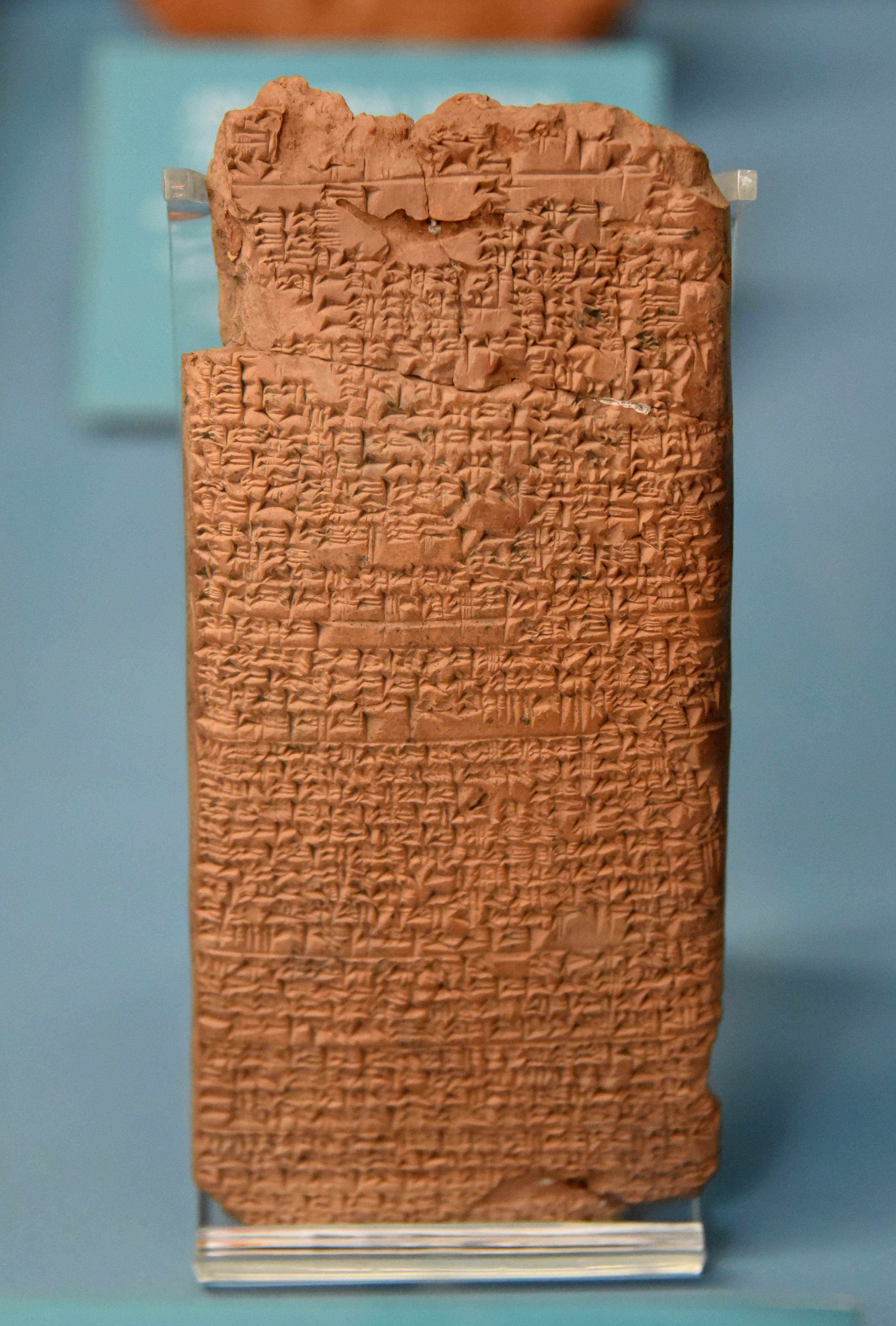
Receita médica sobre envenenamento. Tabuleta de terracota, de Nipur, Iraque, século XVIII a.C. Museu do Oriente Antigo, Istambul

Os mais antigos textos da medicina babilônica (ou seja, acadiana) datam da primeira dinastia babilônica na primeira metade do segundo milênio a.C., embora as primeiras prescrições médicas apareçam entre os sumérios durante a terceira dinastia do período Ur. O mais extenso texto médico babilônico, no entanto, é o Manual de Diagnóstico escrito pelo ummânū, ou chefe erudito, Esagil-kin-apli de Borsipa, durante o reinado do rei babilônico Adad-apla-iddina (r. 1069–1046 a.C.).
Junto com a sua contemporânea, a medicina egípcia antiga, os babilônios introduziram os conceitos de diagnóstico, prognóstico, exame físico e prescrições. Além disso, o Manual de Diagnóstico introduziu os métodos de terapia e etiologia e o uso de empirismo, lógica e racionalidade no diagnóstico, prognóstico e terapia. O texto contém uma lista de sintomas médicos e, muitas vezes, observações empíricas detalhadas, juntamente com regras lógicas usadas na combinação de sintomas observados no corpo de um paciente com seu diagnóstico e prognóstico.
Os sintomas e doenças de um paciente eram tratados através de meios terapêuticos, como bandagens, cremes e pílulas. Se um paciente não pudesse ser curado fisicamente, os médicos babilônios muitas vezes confiavam no exorcismo para limpar o paciente de qualquer maldição. O Manual de Diagnóstico do Esagilquinapli foi baseado em um conjunto lógico de axiomas e suposições, incluindo a visão moderna de que através do exame e da inspeção dos sintomas de um paciente, é possível determinar a doença, sua etiologia e desenvolvimento futuro e as chances de recuperação do paciente.
Esagilquinapli descobriu uma variedade de doenças e descreveu seus sintomas em seu manual. Estes incluem os sintomas de muitas variedades de epilepsia e doenças relacionadas, juntamente com seu diagnóstico e prognóstico. Mais tarde, a medicina babilônica se assemelharia à medicina grega antiga de várias maneiras. Em particular, os primeiros tratados do Corpus Hipocrático mostram a influência da medicina babilônica tardia em termos de conteúdo e forma.

#### Astronomia
Tabuletas que datam do período da antiga Babilônia documentam a aplicação da matemática à variação da duração da luz do dia ao longo de um ano solar. Séculos de observações babilônicas de fenômenos celestes são registrados na série de tabuletas de escritas cuneiformes conhecidas como 'Enūma Anu Enlil'. O mais antigo texto astronômico significativo que possuímos é a tabuleta 63 de 'Enūma Anu Enlil', a tabuleta de Ami-Saduqa, que lista os primeiros e últimos levantes visíveis de Vênus ao longo de um período de cerca de 21 anos e é a mais antiga evidência de que fenômenos de um planeta foram reconhecidos como periódicos. O mais antigo astrolábio retangular remonta à Babilônia c. 1 100 a.C. O MUL.APIN contém catálogos de estrelas e constelações, bem como esquemas para prever os nascimentos helíacos e as configurações dos planetas, comprimentos de luz do dia medidos por um relógio de água, gnomon, sombras e intercalações. Os textos astronômicos da Babilônia organizam as estrelas em 'cordas' que se encontram ao longo dos círculos de declinação e assim medem ascensões retas ou intervalos de tempo e também emprega as estrelas do zênite, que também são separadas por certas diferenças ascensionais.

#### Literatura

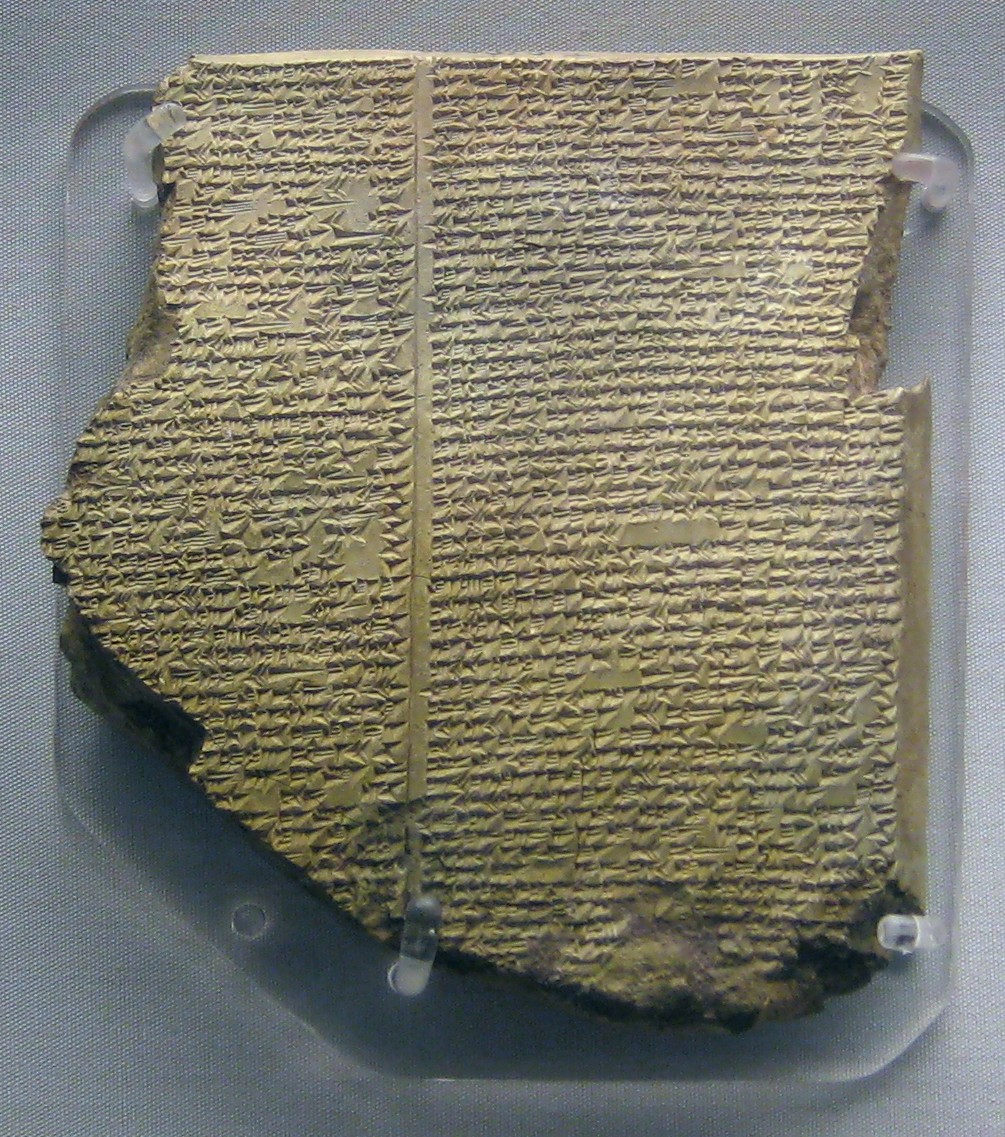
A tabuleta do Dilúvio que descreve a Epopeia de Gilgamexe em acádio. Museu Britânico

Havia bibliotecas na maioria das cidades e templos; um velho provérbio sumério dizia que "aquele que se sobressaísse na escola dos escribas deveria se levantar com a aurora". Tanto as mulheres quanto os homens aprendiam a ler e escrever e, nos tempos semitas, isto envolvia o conhecimento da extinta língua suméria e um silabário complicado e extenso.
Uma quantidade considerável de literatura babilônica foi traduzida de originais sumérios e a linguagem da religião e da lei por muito tempo continuou a ser escrita na antiga linguagem aglutinante da Suméria. Vocabulários, gramáticas e traduções interlineares foram compilados para o uso dos alunos, bem como comentários sobre os textos mais antigos e explicações de palavras e frases obscuras. Os caracteres do silabário foram todos organizados e nomeados em elaboradas listas.
Há muitas obras literárias babilônicas cujos títulos chegaram até nós. Uma das mais famosas delas foi a Epopeia de Gilgamexe, em doze livros, traduzida do Sumério original por Sinliquiunini e disposta sobre um princípio astronômico. Cada divisão contém a história de uma única aventura na carreira de Gilgamexe. A história toda é um produto composto e é provável que algumas das histórias estejam artificialmente ligadas à figura central.

### Neobabilônica

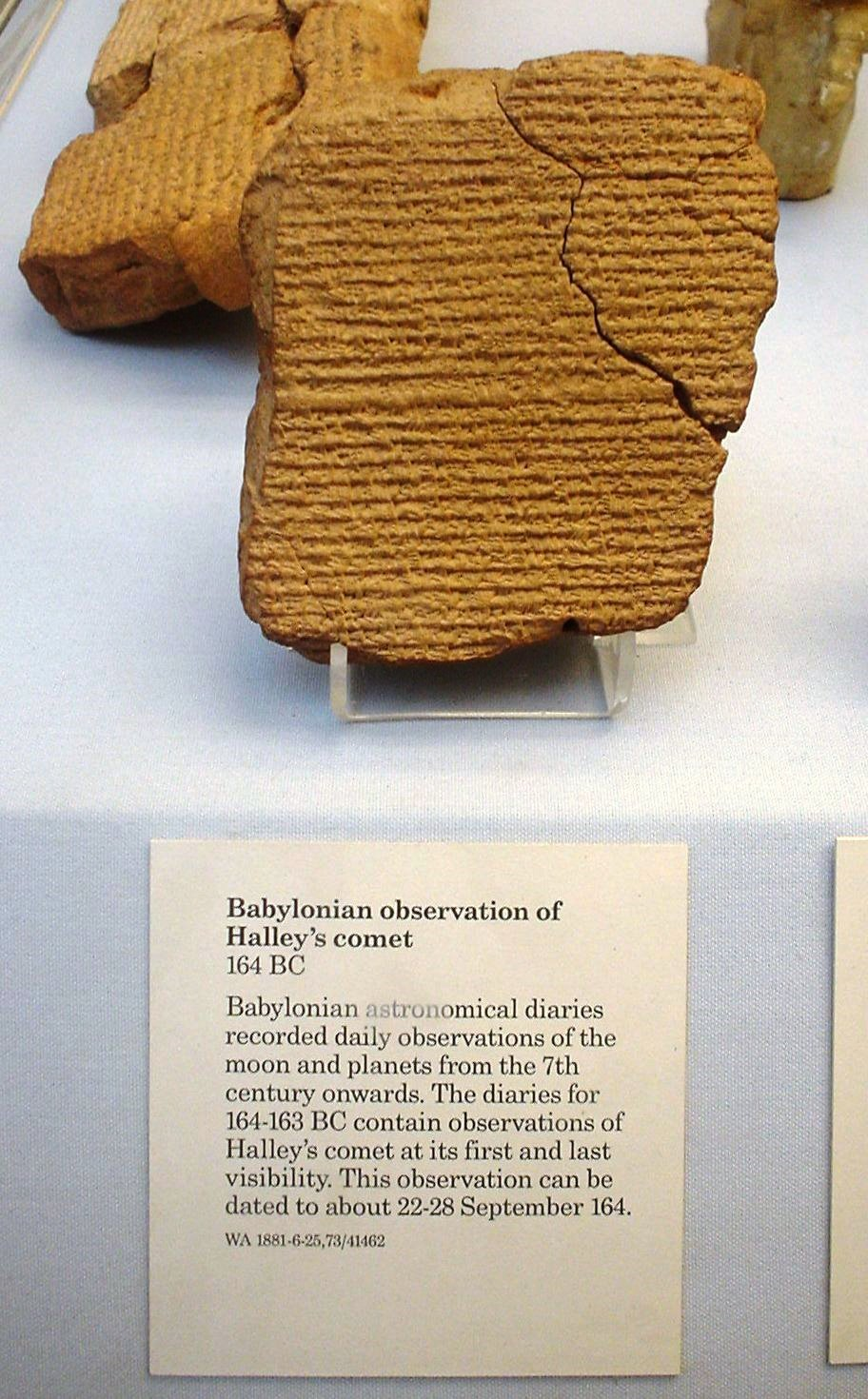
Tabuleta babilônica que registra a passagem do Cometa Halley em

O breve ressurgimento da cultura babilônica nos séculos VI e VII a.C. foi acompanhado por uma série de importantes desenvolvimentos culturais.

#### Astronomia
Entre as ciências, a astronomia e a astrologia ainda ocupavam um lugar de destaque na sociedade babilônica. A astronomia era antiga na Babilônia. O zodíaco foi uma invenção babilônica. A astronomia desta civilização foi a base de grande parte do que foi feito na astronomia grega antiga, na astronomia indiana clássica, na astronomia sassânida, bizantina e síria, na astronomia no mundo islâmica medieval e na astronomia da Ásia Central e da Europa Ocidental. A astronomia neobabilônica pode, portanto, ser considerada a predecessora direta de grande parte da matemática e da astronomia gregas antigas, que, por sua vez, é a antecessora histórica da Revolução Científica europeia (ocidental).
Durante os séculos VIII e VII a.C., os astrônomos babilônicos desenvolveram uma nova abordagem para a astronomia. Eles começaram a estudar filosofia lidando com a natureza ideal do universo primordial e começaram a empregar uma lógica interna dentro de seus sistemas planetários preditivos. Esta foi uma contribuição importante para a astronomia e a filosofia da ciência e alguns estudiosos se referiram a esta nova abordagem como a primeira revolução científica.
Nos tempos dos selêucidas e dos partos, os relatos astronômicos tinham um caráter completamente científico. O único astrônomo babilônico conhecido por ter apoiado um modelo heliocêntrico de movimento planetário foi Seleuco de Selêucia (n. 190 a.C.).

#### Matemática

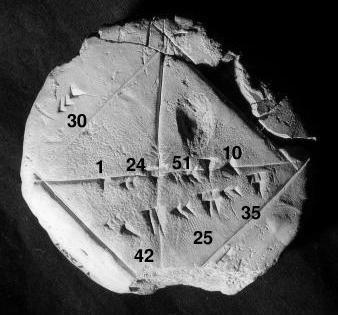
A tábua de argila cuneiforme da YBC 7289

Os textos matemáticos da Babilônia são abundantes e bem editados. Em relação ao tempo, eles caem em dois grupos distintos: um do primeiro período da dinastia babilônica (r. 1830–1531 a.C.), o outro principalmente selêucida do final dos séculos IV-III a.C.. Em relação ao conteúdo, quase não há diferença entre os dois grupos de textos. Assim, a matemática babilônica permaneceu obsoleta em caráter e conteúdo, com muito pouco progresso ou inovação, por quase dois milênios.
O sistema babilônico de matemática era sexagesimal, ou um sistema numérico de base 60. O ner de 600 e o sar de 3600 eram formados a partir da unidade de 60, correspondendo a um grau do equador. Comprimidos de quadrados e cubos, calculados de 1 a 60, foram encontrados em Senquera, e um povo familiarizado com o mostrador solar, a clepsidra, a alavanca e a roldana, não deve ter tido nenhum conhecimento médio de mecânica.
Uma lente de cristal, ligada no torno, foi descoberta por Austen Henry Layard em Ninrode, junto com vasos de vidro com o nome de Sargão; isto poderia explicar a minúcia excessiva de alguns dos escritos nas tábuas assírias, sendo que uma lente também pode ter sido usada na observação dos céus.

#### Filosofia
As origens da filosofia babilônica remontam à antiga literatura de sabedoria mesopotâmica, que incorporava certas filosofias da vida, particularmente a ética, nas formas de dialética, diálogos, poesia épica, folclore, hinos, letras, prosa e provérbios. O raciocínio e a racionalidade babilônicas se desenvolveram além da observação empírica.
É possível que a filosofia babilônica tenha influenciado a filosofia grega, particularmente a filosofia helenística. O texto babilônico Diálogo do Pessimismo contém semelhanças com o pensamento agonístico dos sofistas, a doutrina heraclitiana de contrastes e os diálogos de Platão, bem como um precursor do método socrático de Sócrates.

## Legado

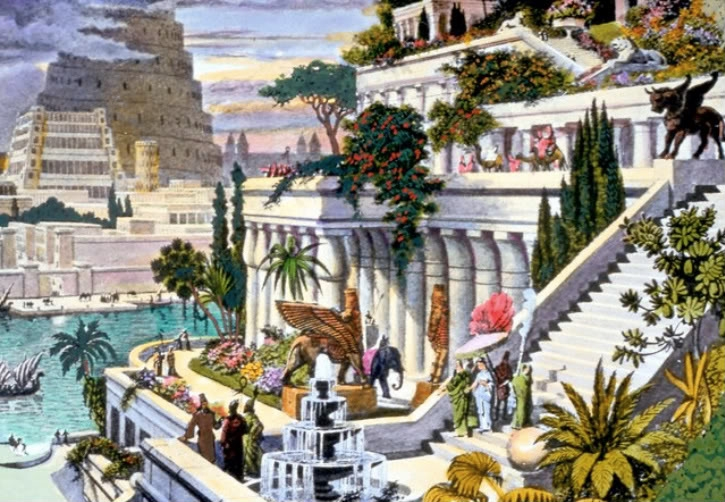
Representação artística dos Jardins Suspensos da Babilônia e da Torre de Babel (ao fundo)

A Babilônia, e particularmente sua capital, há muito tempo ocupa um lugar nas religiões abraâmicas como um símbolo do poder excessivo e dissoluto. Muitas referências são feitas à Babilônia na Bíblia, literalmente (histórica) e alegoricamente. As menções no Tanaque tendem a ser históricas ou proféticas, enquanto referências apocalípticas do Novo Testamento à Prostituta da Babilônia são mais provavelmente figurativas, ou referências enigmáticas possivelmente à Roma pagã, ou algum outro arquétipo. Os lendários Jardins Suspensos da Babilônia e a Torre de Babel são vistos como símbolos de poder luxuoso e arrogante, respectivamente.
Os primeiros cristãos às vezes se referiam a Roma como Babilônia: o apóstolo São Pedro termina sua primeira carta com este conselho: "Aquela que está na Babilônia [Roma], escolhida juntamente com você, lhe envia suas saudações, assim como meu filho Marcos". 1 Pedro 5:13:NIV
Apocalipse 14: 8 diz: "Seguiu-se um segundo anjo que disse: 'Caído! Caiu a Babilônia, a Grande', que fez todas as nações beberem o vinho enlouquecedor de seus adultérios". Outros exemplos podem ser encontrados em Apocalipse 16:19: e Apocalipse 18:2:.

### Bibliográficas
- Theophilus G. Pinches, The Religion of Babylonia and Assyria (Many deities' names are now read differently, but this detailed 1906 work is a classic.)
- Chisholm, Hugh, ed. (1911). «Babylonian and Assyrian Religion». Encyclopædia Britannica (em inglês) 11.ª ed. Encyclopædia Britannica, Inc. (atualmente em domínio público)
- Sayce, Archibald Henry (1878). «Babylon–Babylonia». In:  Baynes, T.S. Encyclopædia Britannica. 3 9ª ed. Nova Iorque: Charles Scribner's Sons. pp. 182–194
- Herbermann, Charles, ed. (1913). «Babylonia». Enciclopédia Católica (em inglês). Nova Iorque: Robert Appleton Company
- Legends of Babylon and Egypt in Relation to Hebrew Tradition, by Leonard W. King, 1918 (a searchable facsimile at the University of Georgia Libraries; DjVu & layered PDF format)
- The Babylonian Legends of the Creation and the Fight between Bel and the Dragon, as told by Assyrian Tablets from Nineveh, 1921 (a searchable facsimile at the University of Georgia Libraries; DjVu & layered PDF format)
- The Civilization of Babylonia and Assyria; its remains, language, history, religion, commerce, law, art, and literature, by Morris Jastrow, Jr. ... with map and 164 illustrations, 1915 (a searchable facsimile at the University of Georgia Libraries; DjVu & layered PDF format or [httpw://www.wisdomlib.org/mesopotamian/book/the-civilization-of-babylonia-and-assyria/index.html Readable HTML])